# Jasmin Wöhr
Jasmin Wöhr (Tübingen, Alemanya Occidental, 21 d'agost de 1980) és una exjugadora de tennis alemanya.
Va guanyar quatre títols de dobles en el circuit WTA. En categoria júnior va guanyar l'Open d'Austràlia l'any 1997 amb Mirjana Lučić.

## Palmarès

### Dobles: 10 (4−6)
| Abans de 2009                | Després de 2009         |
| ---------------------------- | ----------------------- |
| Grand Slam (0−0)             |                         |
| WTA Tour Championships (0−0) |                         |
| Tier I (0−0)                 | Premier Mandatory (0−0) |
| Tier II (0−0)                | Premier 5 (0−0)         |
| Tier III (1−3)               | Premier (0−1)           |
| Tier IV i V (1−2)            | International (2−0)     |

| Títols per superfície |
| --------------------- |
| Dura (2−2)            |
| Gespa (0−0)           |
| Terra batuda (2−3)    |
| Moqueta (0−1)         |

| Resultat   | Núm. | Data                   | Torneig                | Superfície   | Parella          | Oponents                                       | Marcador         |
| ---------- | ---- | ---------------------- | ---------------------- | ------------ | ---------------- | ---------------------------------------------- | ---------------- |
| Finalista  | 1.   | 16 de juny de 2002     | Linz, Àustria          | Terra batuda | Barbara Schwartz | Petra Mandula Patricia Wartusch                | 6−2, 0−6, 6−4    |
| Guanyadora | 1.   | 14 de juliol de 2002   | Brussel·les, Bèlgica   | Terra batuda | Barbara Schwartz | Tathiana Garbin Arantxa Sánchez Vicario        | 6−2, 0−6, 6−4    |
| Guanyadora | 2.   | 29 de febrer de 2004   | Bogotà, Colòmbia       | Terra batuda | Barbara Schwartz | Anabel Medina Garrigues Arantxa Parra Santonja | 6−1, 6−3         |
| Finalista  | 2.   | 26 de febrer de 2006   | Bogotà                 | Terra batuda | Ágnes Szávay     | Gisela Dulko Flavia Pennetta                   | 7−6(1), 6−1      |
| Finalista  | 3.   | 5 de novembre de 2006  | Hasselt, Bèlgica       | Moqueta (i)  | Eleni Daniïlidu  | Lisa Raymond Samantha Stosur                   | 6−2, 6−3         |
| Finalista  | 4.   | 30 de setembre de 2007 | Seül, Corea del Sud    | Dura         | Eleni Daniilidou | Chuang Chia-jung Hsieh Su-wei                  | 6−2, 6−2         |
| Finalista  | 5.   | 11 de gener de 2008    | Hobart, Austràlia      | Dura         | Eleni Daniilidou | Anabel Medina Garrigues Virginia Ruano Pascual | 6−2, 6−4         |
| Guanyadora | 3.   | 31 de juliol de 2010   | Istanbul, Turquia      | Dura         | Eleni Daniilidou | Maria Kondratieva Vladimíra Uhlířová           | 6−4, 1−6, [11−9] |
| Finalista  | 6.   | 24 d'abril de 2011     | Stuttgart, Alemanya    | Terra batuda | Kristina Barrois | Sabine Lisicki Samantha Stosur                 | 6−1, 7−6(5)      |
| Guanyadora | 4.   | 12 de juny de 2011     | Copenhaguen, Dinamarca | Dura         | Johanna Larsson  | Kristina Mladenovic Katarzyna Piter            | 6−3, 6−3         |

## Trajectòria

### Dobles
| Open d'Austràlia | A   | A | A   | A   | A  | 1R | 1R | 3R | 1R  | A  | 1R | 1R | 2R  | 0 / 7 | 3 − 7 |
| Roland Garros | 1R  | A | A   | A   | A  | A  | 1R | 2R | 1R  | A  | A  | 2R | 1R  | 0 / 6 | 2 − 6 |
| Wimbledon | 1R  | A | A   | A   | 2R | A  | 1R | 2R | 1R  | A  | 1R | 1R | A   | 0 / 7 | 2 − 7 |
| US Open | A   | A | 1R  | A   | 1R | A  | 1R | 2R | 1R  | A  | 1R | 1R | A   | 0 / 7 | 1 − 7 |
| Rànquing a final d'any | 147 | – | 109 | 446 | 87 | 77 | 66 | 55 | 101 | 86 | 66 | 54 | 131 |       |       |
| Llegenda: G: Guanyadora; F: Finalista; SF: Semifinalista; QF: Quarts de final; Q: Qualificació; A: Absent; RR: Round Robin |     |   |     |     |    |    |    |    |     |    |    |    |     |       |       |